# Jagdstaffel 27
La Jagdstaffel 27 (in tedesco: Königlich Preußische Jagdstaffel Nr 27, abbreviato in Jasta 27) era una squadriglia (staffel) da caccia della componente aerea del Deutsches Heer, l'esercito dell'Impero tedesco, durante la prima guerra mondiale (1914-1918).

## Storia
La Jagdstaffel 27 viene fondata il 5 febbraio 1917 a Ghent. La squadriglia inizialmente era composta da 8 aerei e altrettanti piloti: tre furono mandati dal Armee-Flug-Park 4 (Parco di volo dell'esercito n. 4), due aerei furono trasferiti dalla Jagdstaffel 8 e altri due dalla Jagdstaffel 18. Il neo nominato Staffelfuhrer (comandante della squadriglia), Hans von Keudell, portò il suo aereo nella nuova unità, per l'ottavo velivolo. La nuova unità formata si spostò a Ghistelles.
Il 15 febbraio 1917, il comandante Keudell guidò due dei suoi piloti in combattimento in una formazione di Albatros D.III, ottenendo la prima vittoria per la Jasta 27. Sempre nello stesso giorno però fu ucciso in azione durante un combattimento aereo da un biposto Nieuport del No. 46 Squadron RAF.
Sotto il nuovo comandante la squadriglia ebbe una battuta di arresto; nei tre mesi di comando subirono la perdita di tre piloti senza ottenere nessuna vittoria aerea. Il 17 maggio, Hermann Göring fu trasferito dalla Jagdstaffel 26 per comandare la Jasta 27. Due giorni dopo, anche Helmut Dilthey vi si trasferì. Il nuovo comandante notò che nella squadriglia c'erano solo tre aerei pronti per il combattimento e tutti avevano prestazioni inferiori agli aerei nemici. Göring, sfruttando l'influenza del principe ereditario Guglielmo con cui entrò in contatto nel suo precedente incarico, riuscì a sostituire i vecchi LFG Roland D.II con i più moderni Albatros D.III e Albatros D.V.
Il 19 giugno 1917 la Jasta 27 completò il suo trasferimento da Bersée, in Francia, da dove sostenevano la 6ª Armee, a Izegem, in Belgio, per supportare la 4ª Armee. Lì cercarono la superiorità aerea durante la Battaglia di Passchendaele nei confronti della squadriglia d'elite britannica No. 56 Squadron RAF. La Jasta 27 ricominciò ad ottenere vittorie aeree. Al 21 ottobre 1917 all'unità furono attribuite 28 vittorie aeree.
All'inizio del 1918 la Jasta 27 avrebbe dovuto ricevere i nuovi Dr. Fokker, ma furono prodotti troppo pochi dei triplani per riuscire ad equipaggiare la squadriglia. Il 2 febbraio 1918, la Jasta 27 fu incorporata nella Jagdgeschwader III (JG III). Il 13 febbraio si riunirono presso l'aerodromo di Marckebeke con le altre unità coinvolte nella formazione della JG III.
Il Leutnant Hermann Frommherz è stato l'ultimo Staffelführer (comandante) della Jagdstaffel 29, dal 19 luglio del 1918 fino alla fine della guerra.
Alla fine della prima guerra mondiale alla Jagdstaffel 27 vennero accreditate 134 vittorie aeree di cui 6 per l'abbattimento di palloni da osservazione. Di contro, la Jasta 27 perse 11 piloti, uno fu fatto prigioniero di guerra e 6 furono feriti in azione oltre a 3 piloti uccisi e 4 feriti in incidenti aerei.

## Lista dei comandanti della Jagdstaffel 27
Di seguito vengono riportati i nomi dei piloti che si succedettero al comando della Jagdstaffel 27.
| Grado    | Nome              | Periodo                            |
| -------- | ----------------- | ---------------------------------- |
| Leutnant | Hans von Keudell  | 5 febbraio 1917 – 15 febbraio 1917 |
| Leutnant | Erich Wieland     | 22 febbraio 1917 – 17 maggio 1917  |
| Leutnant | Hermann Göring    | 17 maggio 1917 - 28 luglio 1917    |
| Leutnant | Hermann Frommherz | 29 luglio 1918 - 11 novembre 1918  |

## Lista delle basi utilizzate dalla Jagdstaffel 27
- Ghistelles: 5 febbraio 1917 - 15 giugno 1917
- Iseghem, 16 giugno 1917 - 31 ottobre 1917
- Bavichove, 1 novembre 1917 - 12 febbraio 1918
- Marckebeke, 13 febbraio 1918 - 14 aprile 1918
- Halluin, 15 aprile 1918 - 20 maggio 1918
- Vivaise, 21 maggio 1918 - 2 giugno 1918
- Mont Soissons Ferme, 3 giugno 1918 - 17 luglio 1918
- Vauxcère, 18 luglio 1918 - 29 luglio 1918
- Chambry, 30 luglio 1918 - 22 settembre 1918
- Lieu St. Armand, 23 settembre 1918 - 29 settembre 1918
- Lenz, Mons, 30 settembre 1918 - 6 novembre 1918
- Aische-en-Befail, 7 novembre 1918 - 11 novembre 1918

## Lista degli aerei utilizzati della Jagdstaffel 27
- LFG Roland D.II
- Albatros D.III
- Albatros D.V
- Fokker Dr.I
- Fokker D.VII

## Lista degli assi che hanno prestato servizio nella Jagdstaffel 27
Di seguito vengono elencati i nomi dei piloti che hanno prestato servizio nella Jagdstaffel 27 con il numero di vittorie conseguite durante il servizio nella squadriglia e riportando tra parentesi il numero di vittorie aeree totali conseguite.
| Asso                | Vittorie |
| ------------------- | -------- |
| Hermann Frommherz   | 22 (32)  |
| Rudolf Klimke       | 15 (17)  |
| Wilhelm Neuenhofen  | 15       |
| Hermann Göring      | 14 (22)  |
| Friedrich Noltenius | 13 (21)  |
| Willi Kampe         | 8        |
| Albert Lux          | 8        |
| Helmut Dilthey      | 6 (7)    |
| Willy Kahle         | 6        |
| Ludwig Luer         | 4 (6)    |
| Franz Brandt        | 3 (10)   |
| Willi Rosenstein    | 2 (9)    |
| Hans von Keudell    | 1 (12)   |